# Kerk van Esklum
De Kerk van Esklum (Duits: Esklumer Kirche) is de hervormde kerk van het Oost-Friese Esklum in de gemeente Westoverledingen. De kerk werd omstreeks 1250 als zaalkerk gebouwd.

## Geschiedenis
Het Klooster Werden bezat reeds in de 10e eeuw grond in Ascala (Esklum), dat aan de monding van de Leda in de Eems gunstig gelegen was. Het eerste kerkgebouw was een houten kerk, die rond 1250 werd vervangen door het huidige kerkgebouw van baksteen. Uiterlijk in de 14e eeuw werd de kerk verbouwd. De rechthoekige zaalkerk bezit met de kleine rondbogige vensters in de zuidelijke muur nog duidelijk romaanse stijlkenmerken. De drie grotere vensters met spitsbogen in het midden zijn later vergroot. In de noordelijke muur zijn de spitsbogige vensters paarsgewijs aangebracht.
De klokkentoren met zadeldak werd in de 15e eeuw als weertoren aangebouwd. Schietgaten in de bovenverdieping en een schoorsteen, waarvan de schacht boven de ingang van de kerk te zien is, wijzen op deze functie. In het jaar 1526 nam de gemeente de hervormde leer aan. Het portaal stamt uit 1711.
Sinds 1987 zijn de hervormde gemeenten van Esklum, Driever, Ihrhove en Grotegaste gefuseerd en delen ze twee predikanten.

## Inrichting

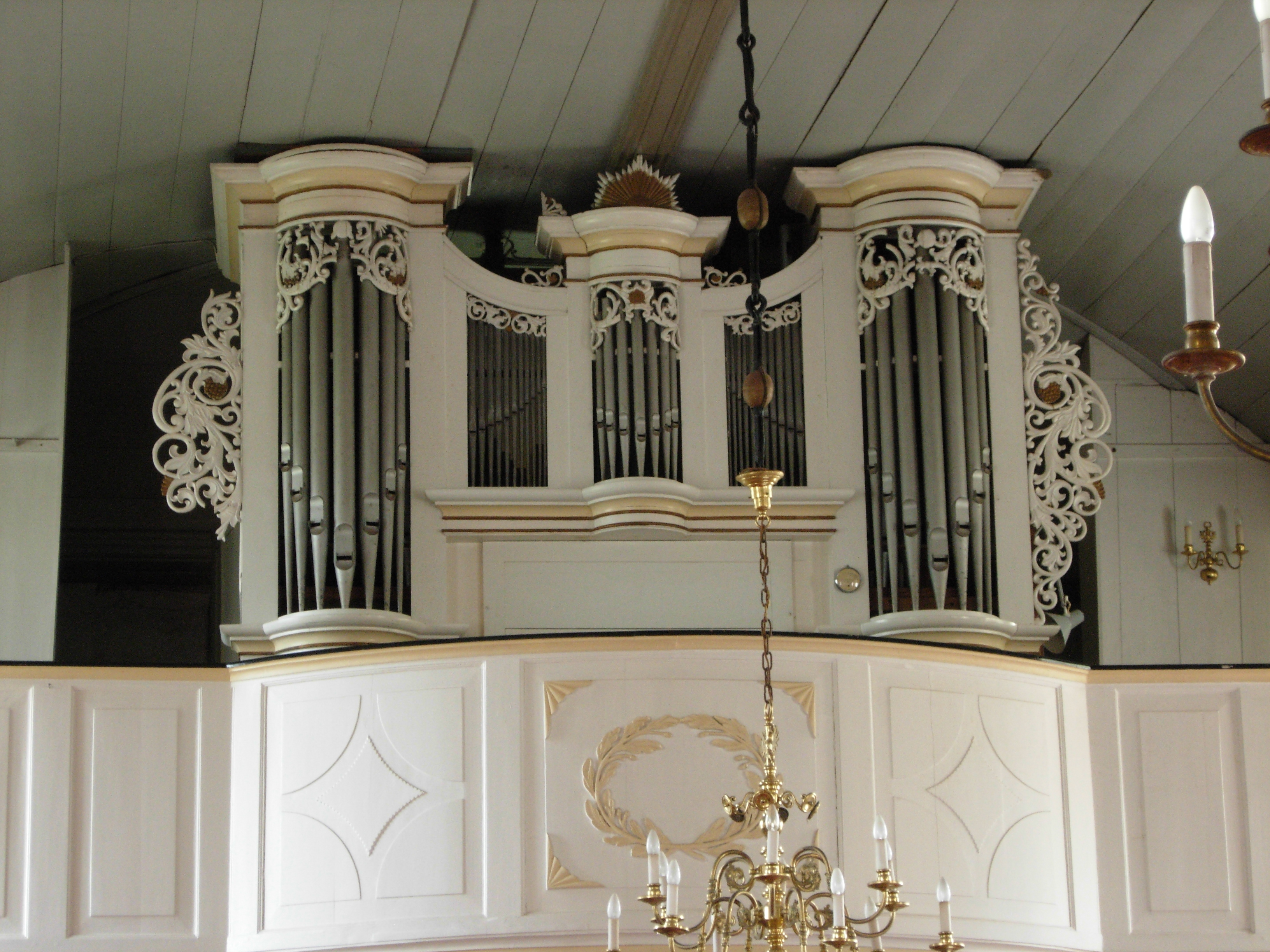
Orgel

Het oudste voorwerp in de kerk is het 13e-eeuwse romaanse doopvont van graniet, dat oorspronkelijk als wijwaterbekken werd gebruikt. Op de vloer liggen meerdere grafzerken uit de 17e en 18e eeuw. Het interieur werd in 1771 opnieuw ingericht. Toen werd ook een houten tongewelf aangebracht en de oostelijke galerij gebouwd. De kansel met rocailleornamenten zou volgens de overlevering uit de afgebroken garnizoenskerk in Leer afkomstig zijn. De avondmaalstafel stamt uit 1782.
Van het oude orgel van Gerd Sieben Janssen met zeven registers verdeeld over één manuaal en pedaal uit 1855 bleef slechts de orgelkas bewaard. In 1935 werd het orgel verbouwd, waarbij het oorspronkelijke materiaal verloren ging. De Oost-Friese orgelbouwer Bartelt Immer reconstrueerde in 2008 het orgel in de oorspronkelijke staat.